# 阿根施旺
阿根施旺是德国莱茵兰-普法尔茨州的一个市镇。总面积4.25平方公里，总人口354人，其中男性179人，女性175人（2011年12月31日），人口密度83人/平方公里。